# Michael Dobson

a Compétitions nationales et continentales officielles uniquement.

b Matchs officiels uniquement.
Michael Dobson, né le 29 mai 1986 à Junee (Australie), est un joueur de rugby à XIII australien évoluant au poste de demi de mêlée ou de demi d'ouverture dans les années 2000 et 2010.
Formé à Canberra et sélectionné en équipe scolaire d'Australie, Michael Dodbson est dans l'attente qu'une place se libère en National Rugby League, il rejoint alors la Super League d'abord aux Dragons Catalans en remplaçant Stacey Jones durant sa convalescence puis Wigan lors de la saison 2006. En 2007, Canberra le recrute et Dobson parvient à y disputer vingt rencontres mais n'est pas le premier choix de la charnière de Canberra composée de Terry Campese et Todd Carney. En 2008, il décide donc de retourner en Super League en s'engageant à Hull KR où il reste six saisons, y remporte en 2009 l'Albert Goldthorpe Medal et dispute l'« International Origin series » avec la sélection des « Exiles » (réunissant les meilleurs joueurs étrangers de Super League) contre l'Angleterre. Une opportunité en 2014 en NRL s'ouvre de nouveau à lui à Newcastle mais il ne dispute que six rencontres barré par Jarrod Mullen au poste demi de mêlée et Tyrone Roberts à la demi d'ouverture. De 2015 à 2017, il retourne en Angleterre du côté de Salford cette fois-ci devenant l'un des artisans du sauvetage de son club pour maintenir sa place en Super League lors d'un « Million Pound Game » en 2016 contre Hull KR  et disputant une demi-finale de Challenge Cup en 2017, année où il met fin à sa carrière sportive. 

## Palmarès
- Collectif : 
  - Finaliste de la Coupe de Nouvelle-Galles du Sud : 2014 (réserve de Newcastle).

- Individuel :
  - Albert Goldthorpe Medal : 2009 (Hull KR).

### En club
| Saison | Club                 | Compétition                     | Matchs | Points | Essais | Buts | Drop |
| ------ | -------------------- | ------------------------------- | ------ | ------ | ------ | ---- | ---- |
| 2006   | Dragons Catalans     | Super League                    | 10     | 79     | 4      | 31   | 1    |
| 2006   | Dragons Catalans     | Challenge Cup                   | 2      | 24     | 1      | 10   | 0    |
| 2006   | Wigan Warriors       | Super League                    | 14     | 146    | 6      | 61   | 0    |
| 2007   | Canberra             | National Rugby League           | 18     | 124    | 3      | 56   | 0    |
| 2008   | Canberra             | National Rugby League           | 2      | 0      | 0      | 0    | 0    |
| 2008   | Hull KR              | Super League                    | 13     | 83     | 8      | 25   | 0    |
| 2008   | Hull KR              | Challenge Cup                   | 1      | 0      | 0      | 0    | 0    |
| 2009   | Hull KR              | Super League                    | 29     | 246    | 11     | 100  | 2    |
| 2009   | Hull KR              | Challenge Cup                   | 3      | 30     | 0      | 15   | 0    |
| 2010   | Hull KR              | Super League                    | 29     | 271    | 11     | 112  | 3    |
| 2010   | Hull KR              | Challenge Cup                   | 1      | 4      | 0      | 2    | 0    |
| 2011   | Hull KR              | Super League                    | 20     | 177    | 7      | 73   | 3    |
| 2011   | Hull KR              | Challenge Cup                   | 3      | 35     | 1      | 15   | 1    |
| 2012   | Hull KR              | Super League                    | 26     | 243    | 9      | 103  | 1    |
| 2012   | Hull KR              | Challenge Cup                   | 1      | 2      | 0      | 1    | 0    |
| 2013   | Hull KR              | Super League                    | 25     | 193    | 6      | 84   | 1    |
| 2013   | Hull KR              | Challenge Cup                   | 2      | 4      | 0      | 2    | 0    |
| 2014   | Newcastle            | National Rugby League           | 6      | 0      | 0      | 0    | 0    |
| 2014   | Réserve de Newcastle | Coupe de Nouvelle-Galles du Sud | ?      | ?      | ?      | ?    | ?    |
| 2015   | Salford              | Super League                    | 20     | 72     | 20     | 8    | 1    |
| 2015   | Salford              | Challenge Cup                   | 1      | 2      | 0      | 1    | 0    |
| 2016   | Salford              | Super League                    | 31     | 72     | 6      | 24   | 0    |
| 2016   | Salford              | Challenge Cup                   | 2      | 6      | 0      | 3    | 0    |
| 2017   | Salford              | Super League                    | 22     | 112    | 6      | 44   | 0    |
| 2017   | Salford              | Challenge Cup                   | 4      | 37     | 1      | 16   | 1    |

### Détails en sélection des Exiles
| 1. | 14 juin 2013 | Angleterre | 10-30 | Amical | Demi de mêlée | 0 | 0 | 0 | 0 |